# Bathygobius antilliensis
Bathygobius antilliensis är en fiskart som beskrevs av Tornabene, Baldwin och Pezold 2010. Bathygobius antilliensis ingår i släktet Bathygobius och familjen smörbultsfiskar. Inga underarter finns listade.